# Steve Konowalchuk
Steve Konowalchuk (né le 11 novembre 1972 à Salt Lake City dans l'État de l'Utah) est un joueur professionnel de hockey sur glace Américain.

## Carrière de joueur
Il évoluait au poste d'ailier gauche. L'ancien des Winter Hawks de Portland fut repêché par les Capitals de Washington au troisième tour du repêchage d'entrée dans la LNH 1991, 58e au total. Après un peu plus de 12 saisons dans l'organisation des Caps dans la Ligue nationale de hockey, il fut échangé à l'Avalanche du Colorado avec le 3e choix des Caps au repêchage d'entrée dans la LNH 2004 en retour de Bates Battaglia et des droits sur Jonas Johansson le 22 octobre 2003.
Le 29 septembre 2006, en raison d'une maladie génétique diagnostiquée par les médecins, il annonça sa retraite sportive.

## Statistiques
Pour les significations des abréviations, voir Statistiques du hockey sur glace.
| Saison     | Équipe                   | Ligue      |     | Saison régulière | Saison régulière | Saison régulière | Saison régulière | Saison régulière |    | Séries éliminatoires | Séries éliminatoires | Séries éliminatoires | Séries éliminatoires | Séries éliminatoires |
| Saison     | Équipe                   | Ligue      | PJ  | B                | A                | Pts              | Pun              | PJ               | B  | A                    | Pts                  | Pun                  |                      |                      |
| 1990-1991  | Winter Hawks de Portland | LHOu       | 72  | 43               | 49               | 92               | 78               | --               | -- | --                   | --                   | --                   |                      |                      |
| 1991-1992  | Winter Hawks de Portland | LHOu       | 64  | 51               | 53               | 104              | 95               | 6                | 3  | 6                    | 9                    | 12                   |                      |                      |
| 1991-1992  | Skipjacks de Baltimore   | LAH        | 3   | 1                | 1                | 2                | 0                | --               | -- | --                   | --                   | --                   |                      |                      |
| 1991-1992  | Capitals de Washington   | LNH        | 1   | 0                | 0                | 0                | 0                | --               | -- | --                   | --                   | --                   |                      |                      |
| 1992-1993  | Skipjacks de Baltimore   | LAH        | 37  | 18               | 28               | 46               | 74               | --               | -- | --                   | --                   | --                   |                      |                      |
| 1992-1993  | Capitals de Washington   | LNH        | 36  | 4                | 7                | 11               | 16               | 2                | 0  | 1                    | 1                    | 0                    |                      |                      |
| 1993-1994  | Pirates de Portland      | LAH        | 8   | 11               | 4                | 15               | 4                | --               | -- | --                   | --                   | --                   |                      |                      |
| 1993-1994  | Capitals de Washington   | LNH        | 62  | 12               | 14               | 26               | 33               | 11               | 0  | 1                    | 1                    | 10                   |                      |                      |
| 1994-1995  | Capitals de Washington   | LNH        | 46  | 11               | 14               | 25               | 44               | 7                | 2  | 5                    | 7                    | 12                   |                      |                      |
| 1995-1996  | Capitals de Washington   | LNH        | 70  | 23               | 22               | 45               | 92               | 2                | 0  | 2                    | 2                    | 0                    |                      |                      |
| 1996-1997  | Capitals de Washington   | LNH        | 78  | 17               | 25               | 42               | 67               | --               | -- | --                   | --                   | --                   |                      |                      |
| 1997-1998  | Capitals de Washington   | LNH        | 80  | 10               | 24               | 34               | 80               | --               | -- | --                   | --                   | --                   |                      |                      |
| 1998-1999  | Capitals de Washington   | LNH        | 45  | 12               | 12               | 24               | 26               | --               | -- | --                   | --                   | --                   |                      |                      |
| 1999-2000  | Capitals de Washington   | LNH        | 82  | 16               | 27               | 43               | 80               | 5                | 1  | 0                    | 1                    | 2                    |                      |                      |
| 2000-2001  | Capitals de Washington   | LNH        | 82  | 24               | 23               | 47               | 87               | 6                | 2  | 3                    | 5                    | 14                   |                      |                      |
| 2001-2002  | Capitals de Washington   | LNH        | 28  | 2                | 12               | 14               | 23               | --               | -- | --                   | --                   | --                   |                      |                      |
| 2002-2003  | Capitals de Washington   | LNH        | 77  | 15               | 15               | 30               | 71               | 6                | 0  | 0                    | 0                    | 6                    |                      |                      |
| 2003-2004  | Capitals de Washington   | LNH        | 6   | 0                | 1                | 1                | 0                | --               | -- | --                   | --                   | --                   |                      |                      |
| 2003-2004  | Avalanche du Colorado    | LNH        | 76  | 19               | 20               | 39               | 70               | 11               | 4  | 0                    | 4                    | 12                   |                      |                      |
|            |                          |            |     |                  |                  |                  |                  |                  |    |                      |                      |                      |                      |                      |
| 2005-2006  | Avalanche du Colorado    | LNH        | 21  | 6                | 9                | 15               | 14               | 2                | 0  | 0                    | 0                    | 4                    |                      |                      |
| Totaux LNH | Totaux LNH               | Totaux LNH | 790 | 171              | 225              | 396              | 703              | 52               | 9  | 12                   | 21                   | 60                   |                      |                      |